# Federación de Mujeres Cubanas
Die Federación de Mujeres Cubanas (FMC – dt.: Föderation der kubanischen Frauen) ist eine Massenorganisation, deren Politik und Programme das Ziel haben, die Gleichberechtigung und Emanzipation der kubanischen Frau in allen Bereichen und Ebenen der Gesellschaft voranzutreiben. Sie wurde am 23. August 1960 gegründet.
Die FMC setzt sich aus mehreren schon vor ihrer Gründung existierenden Frauenorganisationen zusammen, die sich zu einer einheitlichen Föderation zusammenschlossen. Zu ihnen gehören neben anderen die Unidad Femenina Revolucionaria (UFR – Revolutionäre Fraueneinheit), welche eine große Zahl von Landfrauen in sich vereinigte, die Columna Agraria (Landkolonne), die Brigadas Femeninas Revolucionarias (Weibliche Revolutionsbrigaden), die Grupos de Mujeres Humanistas (Gruppen der humanistischen Frauen) sowie die Hermandad de Madres (Schwesternschaft der Mütter).
Aus Sicht von Funktionären aus den Bruderstaaten des Ostblocks herrschte in den Versammlungen der FMC eine bemerkenswert offene Diskussionskultur. Jedoch hatte sich auch für kubanische Frauen alles der bedingungslosen Unterstützung des Máximo Líder Fidel Castro unterzuordnen.

## Struktur und Organisation

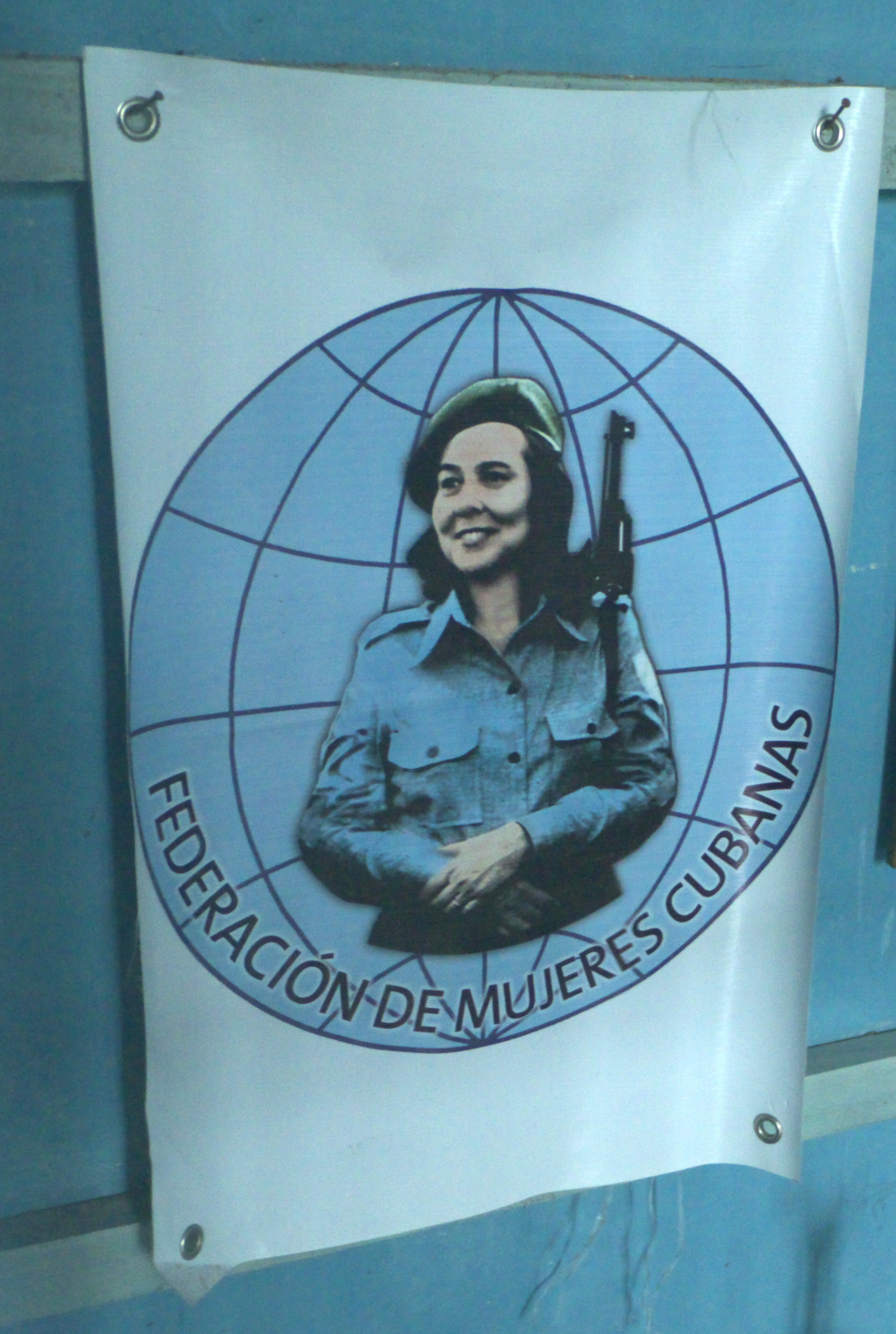

Die FMC basiert auf einer territorialen Struktur. Ausgehend von den nationalen, provinzialen und munizipalen Ebenen, die sich aus hauptamtlichen Sekretären und Komitees zusammensetzen, agieren die kommunalen Organisationen auf Basis freiwilliger Arbeit. 
Die Organisation zählt rund 3,6 Millionen Mitglieder. Das Mindestalter zum Beitritt zur FMC beträgt 14 Jahre.
Alle fünf Jahre hält die FMC ihren Kongress ab, der das höchste Organ der Organisation darstellt und in dem Arbeitsergebnisse diskutiert, neue Strategien und Programme verabschiedet sowie das Nationalkomitee und ihre Sekretäre gewählt werden.
Das hauptamtliche Sekretariat umfasst die Präsidentin der Organisation, die Generalsekretärin, sowie drei Mitglieder, die für die Arbeitsbereiche der Organisation verantwortlich sind: Auslandsbeziehungen, Bildung und ideologische Orientierung.
Seit die langjährige Präsidentin der FMC und Ehefrau Raúl Castros, Vilma Espín, 2007 verstarb, bleibt das Präsidentenamt auf Dauer unbesetzt. Ein Bild der offiziell als Heldin und Vorbild für Kubas Frauen verehrten FMC-Gründerin in Uniform und mit geschultertem Gewehr bildet inzwischen das Logo der Organisation. Als Generalsekretärin ranghöchste Funktionärin des Frauenverbands ist seit Oktober 2012 Teresa Amarelle Boué.

## Trivia
Nach Angaben von UNICEF ist die FMC aktiv an der Aufklärung von ausbleibenden Unterstützungszahlungen von Eltern an ihre Kinder beteiligt. Des Weiteren werden in Basisorganisationen die Rechte der Kinder und Frauen diskutiert und erklärt und die Pflichten der Eltern vermittelt.